# 西ケ原
西ケ原（にしがはら）は、東京都北区の町名。現行行政地名は西ケ原一丁目から西ケ原四丁目。住居表示実施地域。

## 地理
東京都北区の南西端部の武蔵野台地に位置し、豊島区との区境を成すかつての山の手の住宅街である。城北地区屈指の良好な住宅地として知られる。地区の北を王子・滝野川および豊島区西巣鴨、東を栄町および上中里、南を中里、西を豊島区駒込および巣鴨と接する。地区の中央を南北に本郷通りが縦走する。

### 地価
住宅地の地価は、2025年（令和7年）1月1日の公示地価によれば、西ケ原三丁目40番9の地点で63万6000円/m2となっている。

## 歴史
縄文時代前期（約5500年前）当地周辺の台地上に大規模な集落が現れた。海岸線から貝を採取したり、魚をとったと推測される。中期後半頃（約4200年前）から西ヶ原貝塚が形成されている。弥生時代には大規模な環濠集落が造られた。古墳時代後期には飛鳥山に古墳群が形成された。
古代には東海道が通っており、675年頃に現・滝野川公園辺りに武蔵国豊島郡の郡衙が造成され始め、715年頃大規模に改造された。
平安時代の末期ごろから平塚郷の一部として豊島氏の支配下となり、居城である平塚城が築かれたと伝えられる。
七社神社から平塚神社の周辺で城に関連する遺構が多数発見されたものの、城郭の実態は明らかになっていない。
江戸時代に日本橋から日光まで将軍が日光東照宮に参拝するために整備された日光御成道（現・本郷通り）の一里塚が設置されていた。
1641年に将軍の鷹狩の拠点として御殿が現・滝野川公園辺り、のちに御殿山と呼ばれる場所に設置されたと考えられ、同年に徳川家光が鷹狩りに訪れている。1716年に徳川吉宗が鷹場を再置し度々訪れている。日光御門主下屋鋪、西ヶ原牡丹屋敷、西ヶ原村と上中里村に跨って御用屋敷があった他、武家屋敷と農村が混在し、江戸御府内近在の一定の市街化が進んだ地域であった。
1868年（明治元年）武蔵知県事山田政則管轄区域から東京府に編入される。1869年（明治2年）、番組制では東京地方三番組に属した。政治の中心であった皇居周辺や経済の中心であった日本橋へのアクセスの便がよかったことから、陸奥宗光、渋沢栄一をはじめ、元勲、華族、実業家、文化人らが居を構えた。これらの邸宅の一部は庭園として残されている。
明治から昭和にかけて林業・蚕業・農業の研究所や学校が存在した。農事試験場跡の石碑には「農業技術研究発祥之地」と刻まれている。かつて存在した二つの学校はのちにそれぞれ現・東京大学農学部と現・東京農工大学となった。1911年（明治44年）王子電気軌道大塚線（大塚 - 飛鳥山上）が、1923年（大正12年）東京市電飛鳥山線（駒込駅前 - 飛鳥山）が開通した。市電の工事にあたって渋沢栄一、野木滝野川町長らによる一里塚の保存運動があり、線路は一里塚を避けるように敷かれた。滝野川区役所は西ヶ原町（現・北区立滝野川会館の地）にあった。古石神井川のかつての河道を流れていた谷田川は昭和に入って暗渠化され、暗渠上に霜降銀座等の商店街が形成された。1931年（昭和6年）に国立印刷局滝野川工場（現・東京工場）が建設された。1944年（昭和19年）に東京外国語大学（当時は東京外事専門学校）が一ツ橋から海軍下瀬火薬製造所跡地に移転し、2000年（平成12年）まで西ヶ原キャンパスがあった。1991年（平成3年）に南北線が開通し西ケ原駅が設置された。

### 地名の由来
地域の中心であり平塚神社のある上中里や中里に対する西にある原の意味だと思われる。
中世小田原北条氏の家臣江戸衆の平塚藤右衛門の所領に「二十貫文 江戸平塚内西原」とある。

### 町名の変遷
現在の西ケ原の始祖は1889年（明治22年）の町村制施行時点における北豊島郡滝野川村（1913年に町制施行し滝野川町へ）大字西ヶ原である。滝野川町は1932年（昭和7年）に東京市へ編入され滝野川区へ移行し、大字西ヶ原は西ヶ原町となる。1947年（昭和22年）に滝野川区は王子区と合併し北区が成立。その後1953年（昭和28年）に町名整理により西ヶ原町の一部が西ケ原一丁目～四丁目となった。
1965年、この西ケ原一丁目～四丁目をそのまま継承する形で住居表示を施行、1976年には住居表示未実施であった西ヶ原町の残部にも住居表示が行われ一丁目へ編入（一部は中里二丁目へ編入）。これをもって西ヶ原町は廃止された。
| 実施後       | 実施年月日                                                      | 実施前                 |
| ------------ | --------------------------------------------------------------- | ---------------------- |
| 西ケ原一丁目 | 1965年（昭和40年）7月1日 （旧西ヶ原町の追加編入は1976年5月1日） | 西ケ原一丁目、西ヶ原町 |
| 西ケ原二丁目 | 1965年（昭和40年）7月1日 （旧西ヶ原町の追加編入は1976年5月1日） | 西ケ原二丁目           |
| 西ケ原三丁目 | 1965年（昭和40年）7月1日 （旧西ヶ原町の追加編入は1976年5月1日） | 西ケ原三丁目           |
| 西ケ原四丁目 | 1965年（昭和40年）7月1日 （旧西ヶ原町の追加編入は1976年5月1日） | 西ケ原四丁目           |

### 史跡・歴史文化財
- 西ヶ原一里塚
- 西ヶ原貝塚（飛鳥中学校）
- 二本榎保存の碑
- 旧一本杉神明宮社地
- 御殿前遺跡 (豊島郡衙跡)
- 七社神社前遺跡
- 東谷戸遺跡
- 旧古河氏庭園
- 旧渋沢家飛鳥山邸 晩香廬・青淵文庫
- 飛鳥山1号墳

## 世帯数と人口
2023年（令和5年）1月1日現在（東京都発表）の世帯数と人口は以下の通りである。
| 丁目         | 世帯数     | 人口     |
| ------------ | ---------- | -------- |
| 西ケ原一丁目 | 3,522世帯  | 5,811人  |
| 西ケ原二丁目 | 1,519世帯  | 2,766人  |
| 西ケ原三丁目 | 2,425世帯  | 4,735人  |
| 西ケ原四丁目 | 2,631世帯  | 4,868人  |
| 計           | 10,097世帯 | 18,180人 |

### 人口の変遷
国勢調査による人口の推移。
| 年                 | 人口   |
| ------------------ | ------ |
| 1995年（平成7年）  | 17,440 |
| 2000年（平成12年） | 16,785 |
| 2005年（平成17年） | 16,363 |
| 2010年（平成22年） | 16,375 |
| 2015年（平成27年） | 17,305 |
| 2020年（令和2年）  | 18,280 |

### 世帯数の変遷
国勢調査による世帯数の推移。
| 年                 | 世帯数 |
| ------------------ | ------ |
| 1995年（平成7年）  | 7,897  |
| 2000年（平成12年） | 7,857  |
| 2005年（平成17年） | 7,873  |
| 2010年（平成22年） | 8,162  |
| 2015年（平成27年） | 8,674  |
| 2020年（令和2年）  | 9,474  |

## 学区
区立小・中学校に通う場合、学区は以下の通りとなる（2023年10月時点）。
| 丁目         | 番地                               | 小学校             | 中学校           |
| ------------ | ---------------------------------- | ------------------ | ---------------- |
| 西ケ原一丁目 | 全域                               | 北区立滝野川小学校 | 北区立飛鳥中学校 |
| 西ケ原二丁目 | 1〜16番 20〜26番 31〜35番 38〜46番 | 北区立滝野川小学校 | 北区立飛鳥中学校 |
| 西ケ原二丁目 | 17〜19番 27〜30番 36〜37番         | 北区立西ケ原小学校 | 北区立飛鳥中学校 |
| 西ケ原三丁目 | 15〜19番 21〜24番 27〜64番         | 北区立西ケ原小学校 | 北区立飛鳥中学校 |
| 西ケ原三丁目 | 1〜14番 20番 25〜26番 65〜66番     | 北区立滝野川小学校 | 北区立飛鳥中学校 |
| 西ケ原四丁目 | 全域                               | 北区立西ケ原小学校 | 北区立飛鳥中学校 |

## 交通

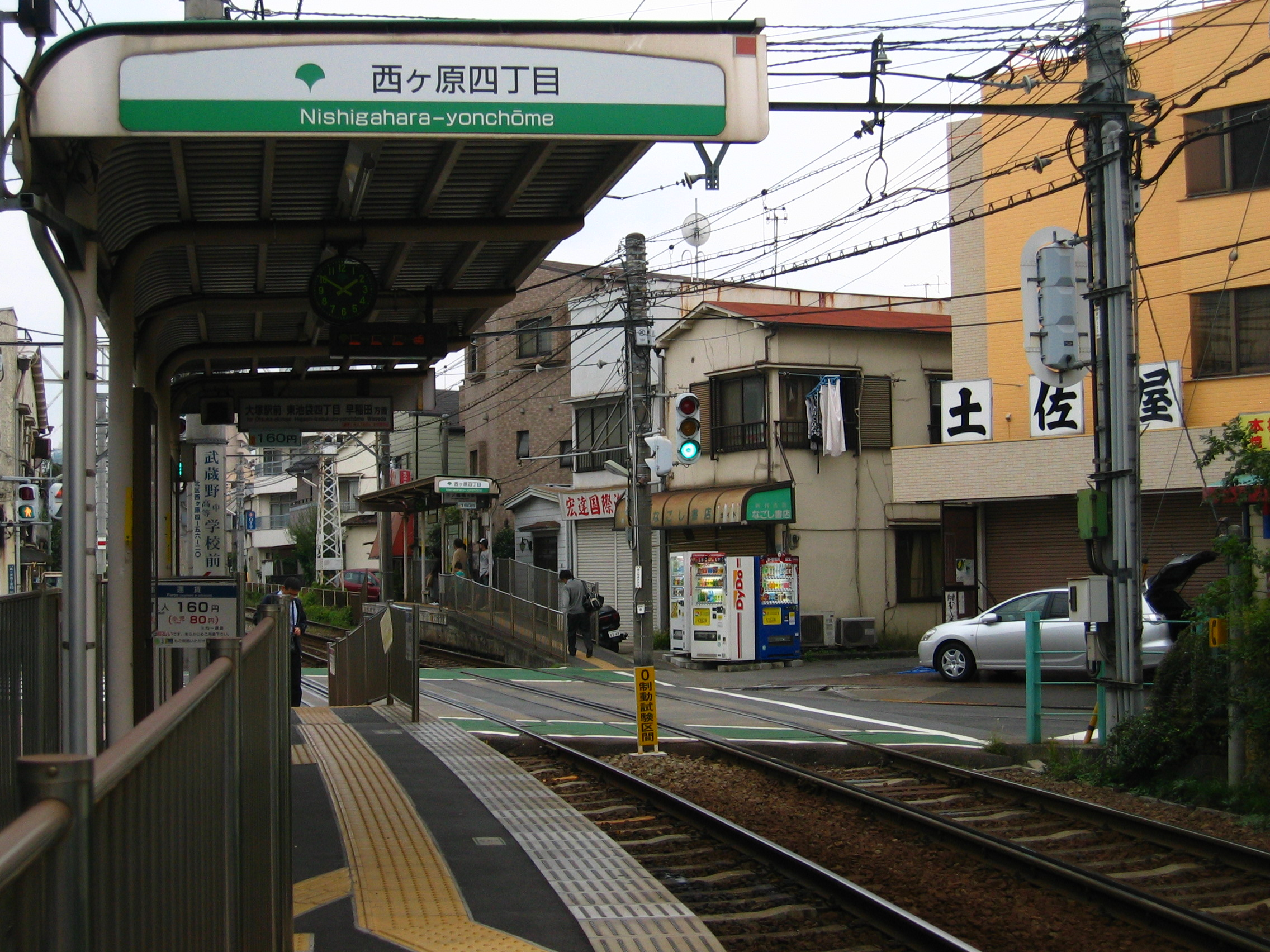
都電西ヶ原四丁目停留場

下記のうち地下鉄南北線と本郷通りは同一経路上を走行している。

### 鉄道
- 東京メトロ南北線 西ケ原駅
- 東京都交通局都電荒川線 西ヶ原四丁目停留場

### バス
西ケ原地内の本郷通り上を通過する系統として北区コミュニティバス（Kバス）王子・駒込ルートが運行されている。西ケ原地域内の停留所としては「霜降橋」「滝野川小学校」「旧古河庭園」「花と森の東京病院」「一里塚」の5つが設置されている。

### 道路
- 東京都道455号本郷赤羽線（本郷通り）

## 施設
- 国立印刷局 東京工場
  - 花と森の東京病院
- 滝野川消防署
- 滝野川警察署
- 北区立飛鳥中学校
- 北区立滝野川小学校
- 北区立西ケ原小学校
- 武蔵野中学校・高等学校
- 東京ゲーテ記念館

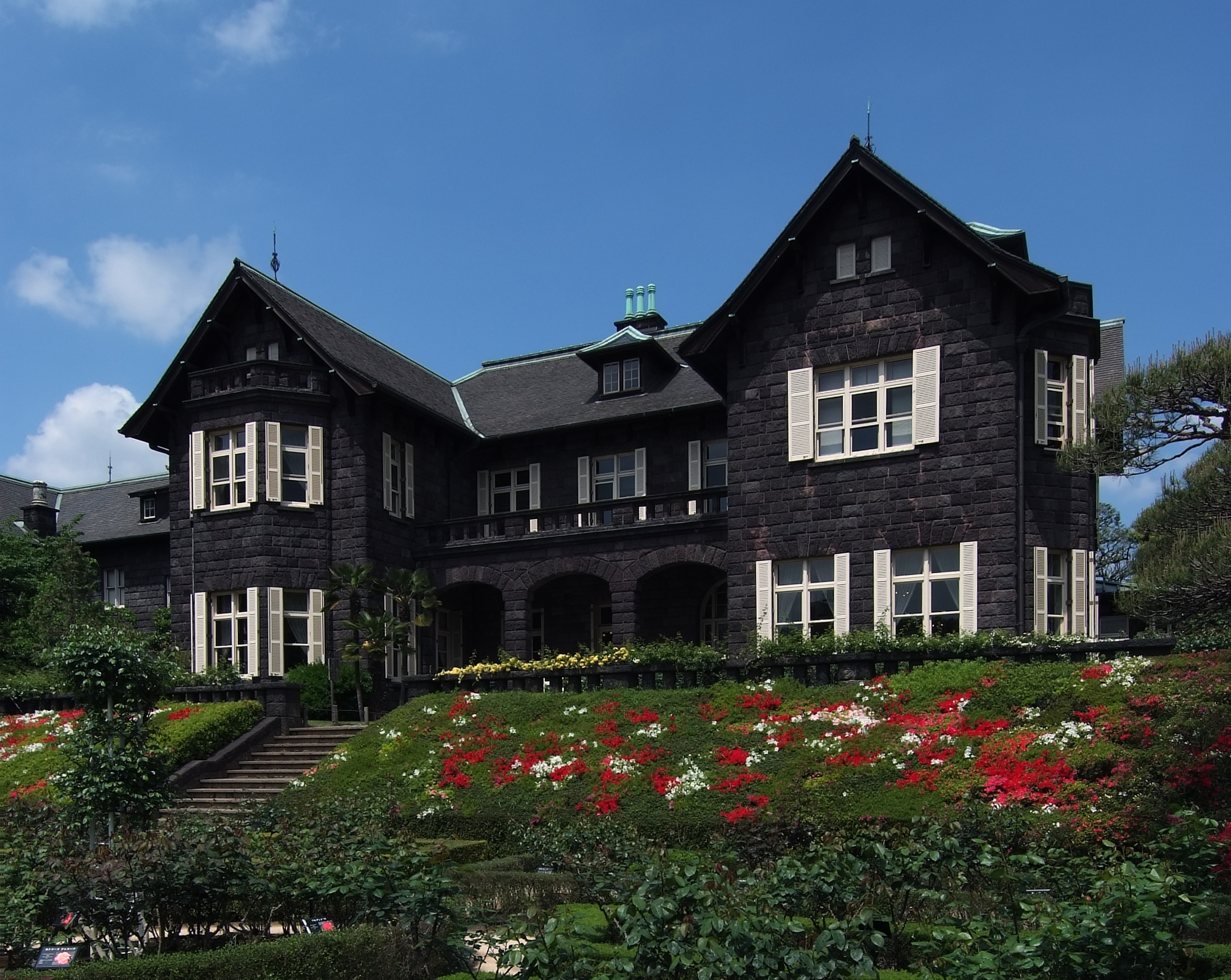
旧古河庭園

- 彫刻アトリエ館 - 北村西望・治禧のかつてのアトリエ
- 滝野川会館
  - 北区役所滝野川区民事務所
  - 滝野川文化センター
- 滝野川福祉保健センター
- 飛鳥山公園（東南の一部）
  - 渋沢史料館
- 西ヶ原みんなの公園
- 滝野川公園
- 東京都北区防災センター（地震の科学館）
- 滝野川体育館
- 西ケ原研修合同庁舎
- 旧古河庭園 - 旧古河男爵邸
- 七社神社
- 不動院 - 真言宗豊山派の仏教寺院。山号は明王山。
- 昌林寺 - 曹洞宗の仏教寺院。
- 無量寺 - 真言宗豊山派の仏教寺院。山号は佛寶山。

### かつて存在した施設
- 東京山林学校 - 1886年に駒場へ移転し、駒場農学校と合併して東京農林学校（現・東京大学農学部の前身）となる。
- 樹木試験所 - 1900年に目黒区（現・林試の森公園の地）に、その後筑波研究学園都市に移転。
- 海軍下瀬火薬製造所 - 1929年（昭和4年）頃移転。
- 獣疫調査所 - 1937年に現・小平市に、その後筑波研究学園都市に移転。
- 東京高等蚕糸学校 - 1940年に現・小金井市に移転。1949年に東京農工大学の繊維学部となった。
- 滝野川区役所 - 1947年の北区発足後も北区滝野川区民事務所として利用された。
- 農事試験場 - 1950年に農業技術研究所に改組・改称、1980年に筑波研究学園都市に移転。
- 東京外国語大学 - 2000年に府中市に移転。
- 農林水産政策研究所 - 2008年に霞が関に移転。

## 出身人物・ゆかりのある人物

### 出身者
- 小泉次大夫 - 江戸初期の旗本代官。武蔵国豊嶋郡（北区、板橋区）、荏原郡（大田区）を治めた。
- やなせたかし - 漫画家・絵本作家・イラストレーター・歌手・詩人。
- 安部公房 - 小説家、劇作家、演出家。
- 石川六郎 - 鹿島会長、日本商工会議所会頭。
- 金井直 - 詩人、随筆家。
- 米田利昭 - 歌人、日本文学研究者。
- 五社英雄 - 映画監督。
- 内田康夫 - 推理作家。
- 江口洋介 - 俳優。

### 居住者
- 陸奥宗光 - 幕末の武士、明治期の外交官、政治家。伯爵。
- 渋沢栄一 - 実業家。子爵。
- 下瀬雅允 - 発明家。同地に所在する「下瀬坂」の名称は下瀬の工場があったことに由来する。墓所も下瀬坂から200メートル程にある染井霊園（住所としては駒込5丁目）である。
- 石川卯一郎 - 実業家。関東酸曹常務。
- 諸葛信澄 - 教育者。
- 古在由直 - 農芸化学者。東京帝国大学元総長。
- 大工原銀太郎 - 農学者（農芸化学)。九州帝国大学や同志社大学で総長を務めた。
- 木下尚江 - 社会運動家、作家。
- 秋元春朝 - 政治家、華族。貴族院子爵議員。子爵。
- 土御門晴善 - 農学者、政治家。子爵。
- 守屋栄夫 - 内務官僚、政治家、弁護士、歌人。元衆議院議員。元宮城県塩竈市長。
- 北村西望 - 彫刻家。
- 渋沢武之助 - 実業家。子爵。
- 石射猪太郎 - 外交官。
- 古河虎之助 - 実業家。男爵。
- 渋沢正雄 - 実業家。
- 渋沢秀雄 - 実業家、文化人。
- 佐分眞 - 洋画家。
- 守屋明男 - 実業家。元東京計器販売社長。
- ドナルド・キーン - 日本文学者、日本研究者。
- 正岡容 - 作家、落語・寄席研究家。

## 事業所
2021年（令和3年）現在の経済センサス調査による事業所数と従業員数は以下の通りである。
| 丁目         | 事業所数  | 従業員数 |
| ------------ | --------- | -------- |
| 西ケ原一丁目 | 252事業所 | 1,678人  |
| 西ケ原二丁目 | 84事業所  | 2,720人  |
| 西ケ原三丁目 | 137事業所 | 1,027人  |
| 西ケ原四丁目 | 146事業所 | 1,203人  |
| 計           | 619事業所 | 6,628人  |

### 事業者数の変遷
経済センサスによる事業所数の推移。
| 年                 | 事業者数 |
| ------------------ | -------- |
| 2016年（平成28年） | 631      |
| 2021年（令和3年）  | 619      |

### 従業員数の変遷
経済センサスによる従業員数の推移。
| 年                 | 従業員数 |
| ------------------ | -------- |
| 2016年（平成28年） | 6,250    |
| 2021年（令和3年）  | 6,628    |